# Darázs-forrás
A Darázs-forrás Budapest XII. kerületében, a Csermely út 9. szám alatt található.

## Leírása
A Hunyad-orom aljában, a Csillagvölgyben, triászkori dolomit és eocénkori rétegek között fakad, a tengerszint felett 241,5 méteren. A forrás csekély hozamú, 1,7-5 liter percenként, hőmérséklete 9 °C. Mellette egy fémből készült (hajtogatott) darázs szobor van.
A Csermely úton, valamint a felette haladó Béla király úton egykor több szivattyús kút működött, ami a hely vízbőségére utal (lásd még a Csermely-völgy forrásait). Nem lehetetlen, hogy itt volt Kászim basa csurgókútja (törökül: Kászim basa csesmeszi), amelyet a török a megszállás legelső éveiben építtetett.